# I masnadieri (Verdi)
I masnadieri è un'opera lirica di Giuseppe Verdi tratta dalla tragedia omonima Die Räuber di Friedrich Schiller.
L'opera venne rappresentata la prima volta all'His Majesty's Theatre di Londra il 22 luglio 1847.
Giuseppe Verdi diresse personalmente questa prima rappresentazione.

## Interpreti della prima rappresentazione
Gli interpreti e gli artisti coinvolti furono i seguenti:

| Personaggio           | Interprete                                                 |
| --------------------- | ---------------------------------------------------------- |
| Massimiliano          | Luigi Lablache                                             |
| Carlo                 | Italo Gardoni                                              |
| Francesco             | Filippo Coletti                                            |
| Amalia                | Jenny Lind                                                 |
| Arminio               | Leone Corelli                                              |
| Moser                 | Lucien Bouché                                              |
| Rolla                 | Dal-Fiori                                                  |
| Direttore d'orchestra | Giuseppe Verdi (per tre recite), poi Michael William Balfe |

L'opera fu subito accolta con successo dal pubblico, anche se oggi non è molto rappresentata. Un'importante ripresa è l'edizione discografica con Franco Bonisolli (Carlo), Matteo Manuguerra (Francesco), Samuel Ramey (Massimiliano) e Joan Sutherland (Amalia) diretta da Richard Bonynge.

## Trama

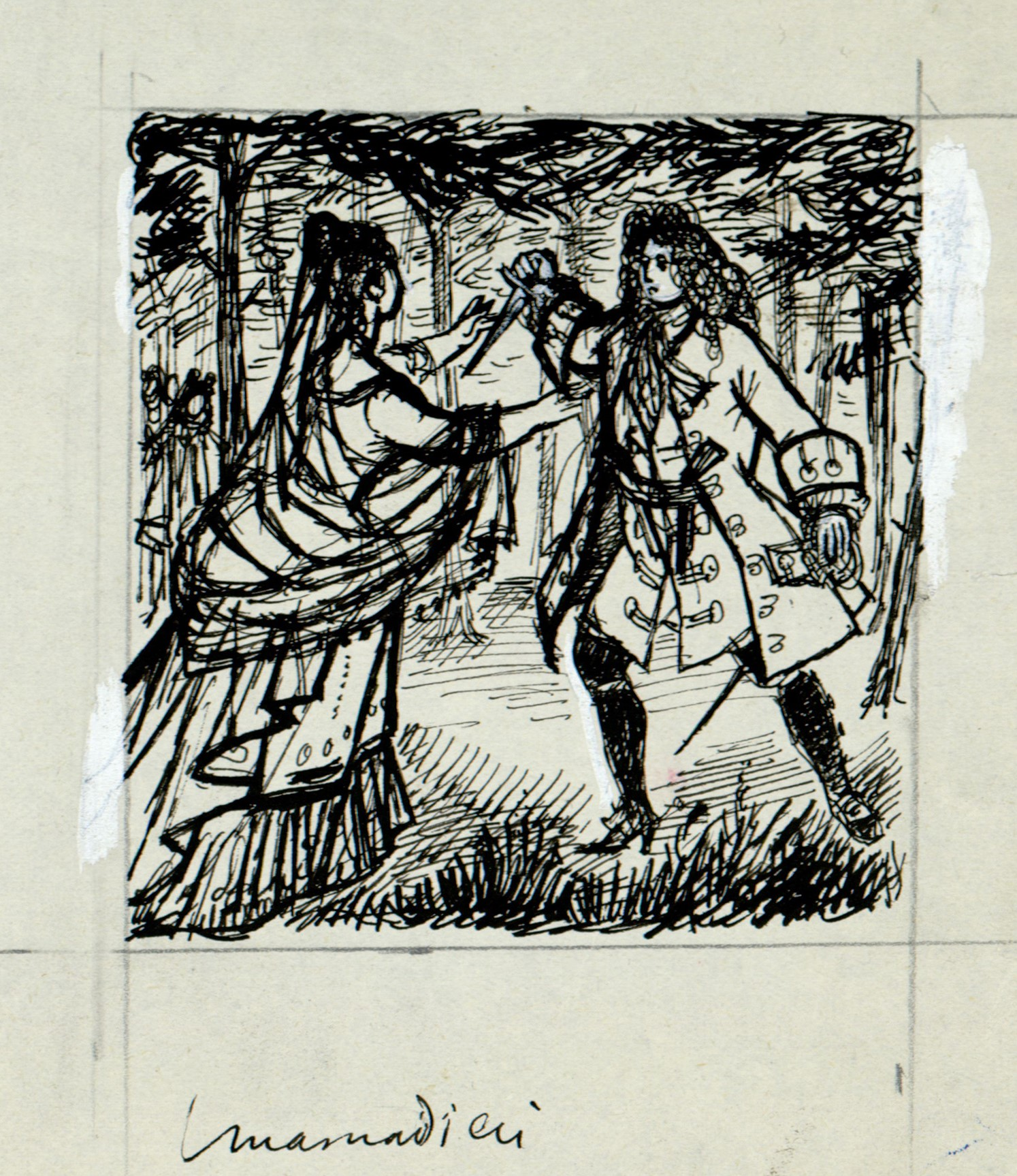
Disegno per copertina di libretto, disegno per I Masnadieri (s.d.). Archivio Storico Ricordi

L'opera è ambientata in Germania tra il 1755 e il 1757.

### Atto I
Carlo ha abbandonato la casa paterna ma desidera ritornarvi (O mio castel paterno) quando viene a sapere tramite una lettera firmata dal padre che egli lo ha bandito da casa e ha intenzione di imprigionarlo. Allora decide di mettersi a capo di una banda di masnadieri (Nell'argilla maledetta).

In realtà la lettera è stata scritta dall'invidioso e perfido fratello, Francesco, che intende impossessarsi dei territori del padre Massimiliano, il reggente di Moor. Francesco chiama il servo Arminio e gli ordina di vestirsi da soldato e di andare dal padre recandogli la falsa notizia che Carlo è morto (Tremate o miseri).

Intanto Massimiliano dorme placidamente, e Amalia, un'orfana adottata da lui ed innamorata di Carlo, lo contempla e ricorda l'amato (Lo sguardo avea degli angeli). Il vecchio si sveglia ed esprime ad Amalia la sua preoccupazione per la lontananza di Carlo; entra Francesco che annuncia l'arrivo di Arminio travestito, il quale riferisce la falsa notizia. Massimiliano non regge al dolore e sviene; Amalia, credutolo morto, fugge, e Francesco già gioisce all'idea di possedere i territori del padre (Morto? Signor son io!).

### Atto II
Massimiliano è creduto morto, e viene organizzato un banchetto in onore di Francesco. Amalia si sottrae alla festa, e ricorda l'amato Carlo che crede morto (Tu che del mio Carlo); in quel momento entra Arminio, che, pentito, le svela la verità, e Amalia gioisce nel sapere che Carlo e Massimiliano sono ancora vivi (Carlo vive!). Entra Francesco, che cerca di convincere la fanciulla a dimenticare l'amato morto, ma lei lo disprezza.

Nel frattempo Carlo, diventato capo dei masnadieri, si rende colpevole dei più atroci delitti, pur rimpiangendo la sua vita precedente e l'amata Amalia.

### Atto III
Amalia è riuscita a fuggire dal castello di Francesco, ma è terrorizzata dalle voci dei masnadieri che sente nella foresta. Incontra Carlo, e i due si riabbracciano dopo tanto tempo. Amalia lo informa che Francesco è diventato signore dopo la morte di Massimiliano, e che ha tentato di usare violenza su di lei; Carlo giura di vendicarla, ma prima si rinnovano le promesse d'amore (Lassù, lassù risplendere).

I masnadieri intanto hanno scelto come base le rovine diroccate di una torre. Carlo veglia, insonne, e scorge un'ombra avvicinarsi a un pozzo con una grata, da cui esce una voce. È Arminio che porta da mangiare a un prigioniero, ma fugge spaventato appena vede Carlo. Carlo toglie la grata e scopre che l'uomo nel pozzo è il vecchio padre, il quale gli racconta di essere stato gettato lì a morire di fame dal figlio Francesco (Un ignoto, tre lune or saranno) e sviene. Carlo giura vendetta, e sveglia i masnadieri: insieme attaccheranno il castello di Francesco.

### Atto IV
Francesco, intanto, è colto dai rimorsi e dagli incubi: racconta ad Arminio un incubo in cui gli sembrava di essere Caino maledetto da Dio (Pareami che sorto da un lauto convito). Arminio esce e arriva il pastore Moser, che gli comunica che Dio lo sta punendo per i suoi crimini; Arminio rientra e li avverte che i masnadieri stanno invadendo il castello, e Francesco, pur sapendo che presto morirà, lancia l'ultima bestemmia contro Dio.

Nel covo dei masnadieri, Massimiliano continua a invocare invano Francesco, e a chiedere il perdono di Carlo. Non sa ancora che il capo dei masnadieri è suo figlio; Carlo lo rassicura dicendo che il figlio lo perdonerà. In quel momento entrano i masnadieri, di ritorno dal castello, conducendo Amalia come prigioniera. Carlo, allora non può più tenere nascosta la verità al padre e all'amata: è lui il capo di quella masnada di ladri e assassini (Caduto è il reprobo!). Amalia giura di amarlo anche se è un criminale, ma Carlo, piuttosto che trascinarla nella polvere, la uccide e si appresta a consegnarsi alla giustizia.

## Numeri musicali

### Atto I
- 1 Preludio
- 2 Scena e Aria di Carlo
  - Scena Quando io leggo in Plutarco (Carlo, Voci) Scena I
  - Aria O mio castel paterno (Carlo) Scena I
  - Tempo di mezzo Ecco un foglio a te diretto... (Coro, Carlo) Scena II
  - Cabaletta Nell'argilla maledetta (Carlo, Coro) Scena II
- 3 Recitativo e Aria di Francesco
  - Scena Vecchio! spiccai da te quell'abborrito (Francesco) Scena III
  - Aria La sua lampada vitale (Francesco) Scena III
  - Tempo di mezzo Trionfo, trionfo! colpito ho nel segno... (Francesco, Arminio) Scena III-IV-V
  - Cabaletta Tremate, o miseri, - voi mi vedrete (Francesco) Scena V
- 4 Scena e Cavatina di Amalia
  - Scena Venerabile, o padre, è il tuo sembiante (Amalia) Scena V
  - Cavatina Lo sguardo avea degli angeli (Amalia) Scena V
- 5 Duettino, Quartetto Finale I
  - Scena Mio Carlo!... - Ei sogna. (Massimiliano, Amalia) Scena VI
  - Duettino Carlo! io muoio... ed, ahi! lontano (Massimiliano, Amalia) Scena VI
  - Scena Un messaggero di trista novella! (Francesco, Massimiliano, Arminio, Amalia) Scena VII
  - Quartetto Sul capo mio colpevole (Massimiliano, Amalia, Francesco, Arminio) Scena VII

### Atto II
- 6 Scena e Aria di Amalia
  - Scena Dall'infame banchetto io m'involai (Amalia) Scena I
  - Coro Godiam, ché fugaci (Coro interno) Scena I
  - Aria Tu del mio Carlo al seno (Amalia) Scena I
  - Tempo di mezzo Ah, signora! - Che vuoi? (Arminio, Amalia) Scena II
  - Cabaletta Carlo vive?... Oh caro accento, (Amalia) Scena II
- 7 Recitativo e Duetto
  - Scena Perché fuggisti al canto (Francesco, Amalia) Scena III
  - Duetto Io t'amo, Amalia! io t'amo (Francesco, Amalia) Scena III
  - Tempo di mezzo Tracotante! or ben sapranno (Francesco, Amalia) Scena III
  - Cabaletta Ti scosta, o malnato (Amalia, Francesco) Scena III
- 8 Finale II
  - Scena Le mani in mano fin dall'aurora (Masnadieri, Rolla) Scena IV-V
  - Coro I cittadini correano alla festa (Masnadieri) Scena V
  - Recitativo Come splendido e grande il sol tramonta! (Carlo) Scena VI
  - Romanza Di ladroni attorniato (Carlo) Scena VI
  - Tempo di mezzo Capitano! noi siamo cerchiati...  (Masnadieri, Carlo) Scena VII
  - Stretta del Finale II Su, fratelli! corriamo alla pugna (Masnadieri, Carlo) Scena VII

### Atto III
- 9 Scena e Duetto
  - Scena Dio, ti ringrazio! (Amalia, Carlo, Voci) Scena I-II
  - Duetto Qual mare, qual terra da me t'ha diviso? (Amalia, Carlo) Scena II
  - Tempo di mezzo Qui nel bosco? solinga? smarrita? (Carlo, Amalia) Scena II
  - Cabaletta Lassù risplendere (Carlo, Amalia) Scena II
- 10 Coro di Masnadieri
  - Coro Le rube, gli stupri, gl'incendi, le morti (Masnadieri) Scena III
- 11 Finale III
  - Scena e Recitativo Ben giunto, o Capitano! (Coro, Carlo, Arminio, Massimiliano) Scena IV-V-VI
  - Racconto di Massimiliano Un ignoto, tre lune or saranno (Massimiliano) Scena VI
  - Scena Destatevi, o pietre! (Carlo, Coro) Scena VI
  - Giuramento Giuri ognun questo canuto (Carlo, Coro) Scena VI

### Atto IV
- 12 Sogno di Francesco
  - Scena Tradimento!... Risorgono i defunti!... (Francesco, Arminio) Scena I-II
  - Sogno Pareami che sorto da lauto convito (Francesco) Scena II
- 13 Scena e Duetto
  - Scena M'hai chiamato in quest'ora a farti giuoco (Moser, Francesco) Scena III-IV
  - Duetto Trema, iniquo! il lampo, il tuono (Moser, Francesco) Scena IV
- 14 Scena e Duetto
  - Scena Francesco! figlio mio! (Massimiliano, Carlo) Scena V
  - Duetto Come il bacio d'un padre amoroso (Massimiliano, Carlo) Scena V
- 15 Finale ultimo
  - Gran scena Qui son essi! (Carlo, Massimiliano, Amalia, Masnadieri) Scena VI-VII
  - Terzetto Caduto è il reprobo! l'ha côlto Iddio (Carlo, Massimiliano, Amalia, Coro) Scena VII